# Angerville (Calvados)
Angerville település Franciaországban, Calvados megyében. Lakosainak száma 191 fő (2022. január 1.). Angerville Cresseveuille, Douville-en-Auge, Dozulé, Grangues, Heuland és Saint-Léger-Dubosq községekkel határos.

## Népesség
A település népességének változása:
| Lakosok száma | 114  | 104  | 115  | 125  | 130  | 139  | 172  | 192  | 195  | 191  |
|               | 1968 | 1982 | 1990 | 2006 | 2013 | 2015 | 2017 | 2019 | 2020 | 2022 |